# James Allison (ur. 1968)
James Allison (ur. 22 lutego 1968 w Louth) – brytyjski projektant samochodów wyścigowych oraz dyrektor techniczny zespołu Formuły 1 Mercedes AMG Petronas Motorsport Formula One Team i INEOS Britannia.

## Życiorys
W 1991 roku pracował jako młodszy projektant rozwiązań aerodynamicznych w zespole Benetton. Od 1992 roku został szefem działu aerodynamiki zespołu Larrousse. W 1994 roku został starszym projektantem rozwiązań aerodynamicznych zespołu Benetton. W 1995 został szefem wspólnego działu aerodynamiki zespołu Benetton, w 1998 awansował na stanowisko szefa działu aerodynamiki zespołu Benetton. W 2000 roku przeniósł się do zespołu Ferrari i zaczął pracować na stanowisku specjalisty ds. aerodynamiki, był odpowiedzialny za pracę w boksach. W 2005 roku został zastępcą dyrektora technicznego w zespole Renault. W 2009 roku awansował na stanowisko dyrektora technicznego zespołu. Od 2013 do 2016 roku pracował w zespole Ferrari na stanowisku dyrektora technicznego.

## Życie prywatne
Był żonaty z Rebeccą Allison, która zmarła w 2016 roku. Ma trójkę dzieci Emily, Matteo i Jonathana. Pasjonuje się lataniem i samolotami.